# Robregordo
Robregordo är en kommun i Spanien. Den ligger i den autonoma regionen Madrid, i den centrala delen av landet, 80 km norr om huvudstaden Madrid. Antalet invånare är 73 (2024).